# Cheilopogon xenopterus
El pez volador de puntas blancas es la especie Cheilopogon xenopterus (Gilbert, 1890), un pez marino de la familia exocétidos, distribuida por toda la costa este del océano Pacífico desde la punta de Baja California en la entrada del golfo de California (México) hasta Ecuador, incluidas todos los archipiélagos cercanos a estas costas y las islas Galápagos.

## Hábitat y biología
Habitan las aguas marinas tropicales y subtropicales epi-pelágicas, donde se comporta de tipo oceanódromo. Puede saltar fuera del agua y planear largas distancias sobre la superficie.

## Distribución[4]
| Endemismo Global - Pacífico Este endémico - Todas las especies - Pacífico Oriental Tropical (POT) endémico Endemismo Regional - Isla (s) - Continente - Todas las especies - Continente + Isla (s) - POT endémico Estatus de Residencia - Residente Zona de Clima - Ecuatorial (Costa Rica hasta Ecuador + Galápagos, Clipperton, Cocos, Malpelo) - Subtropical Norteño (Provincia de Cortés + Brecha de Sinaloa) - Tropical Norteño (Provincia Mejicana hasta Nicaragua + Revillagigedos) |

## Morfología
Cuerpo alargado, ampliamente cilíndrico; cabeza corta; hocico corto; boca pequeña, mandíbulas ~ misma longitud, o la inferior ligeramente más larga, la superior no saliente; dientes de las mandíbulas con una punta, algunas veces con puntas más pequeñas en los costados; lados del paladar con dientes; aletas sin espinas; 12-13 radios dorsales; anal con 9-10 radios; la pectoral sobrepasa la base de la anal, 1er radio no ramificado; origen de la aleta pélvica más cerca del opérculo que la base de la aleta caudal, aleta larga, alcanza sobre la base de la anal; origen de la anal por debajo 6to radio dorsal; aleta caudal fuertemente ahorquillada, el lóbulo inferior mucho más largo; la línea lateral tiene posición muy baja en el cuerpo, sin ramificación al origen de la pectoral; escamas grandes, lisas, fácilmente derramadas; 24-30 escamas delante la aleta dorsal; juveniles con 2 barbillas fusionadas por debajo del mentón.
Negro por encima, abrupta transición a plateado en la parte de abajo; aleta dorsal gris con una gran mancha oscura en el margen exterior; pectorales negro plateadas, con márgenes claros y una barra clara transversal en la mitad interna; pélvica negra, con margen claro alrededor de toda la aleta; aleta caudal negra, puntas claras; anal clara.